# Primus Nyman
Karl Erik Primus Nyman, född den 9 juni 1887 i Helsingfors, död där den 22 december 1947 i Helsingfors, var en finländsk journalist. Han var bror till Kalle Nyman. Hans föräldrar var tulltjänsteman Karl Oskar Nyman och Hanna Elisabet Nyman.
Nyman deltog i aktivisternas verksamhet under 1900-talets första år och blev 1906 sekreterare i Finlands svenska arbetarförbund samt redaktionssekreterare i tidningen Arbetet. Han dömdes följande år som första finländska journalist till fängelsestraff för majestätsbrott och verkade från 1908 som korrespondent i London för ett stort antal nordiska tidningar, bland dem de borgerliga helsingforstidningarna Hufvudstadsbladet, Helsingin Sanomat och Uusi Suomi. Denna verksamhet omöjliggjordes genom första världskrigets utbrott, och Nyman flyttade tillbaks till hemlandet, därifrån han 1915 begav sig till Petrograd för att arbeta för ett ryskt försäkringsbolag.
Under kriget i Finland 1918 erbjöd Nyman sig att uppträda som medlare, vilket avböjdes av de vita. I slutet av detta år dök han upp i Murmansk och fungerade som de finländska röda flyktingarnas underhandlare med de allierade. Han tog sedan värvning vid Royal Marines och var 1918–1919 chef för den brittiska expeditionskårens hemliga avdelning och militära polisstyrka. Nyman anlände våren 1919 till England på en brittisk ubåt och återupptog sin korrespondentverksamhet men stannade denna gång endast några år. Han var från 1922 chef för Konsumtionsandelslagens centralförbunds utrikesavdelning och redaktör för Konsumentbladet. Han ingick 1922 äktenskap med skådespelaren Aarne Orjatsalos syster.

## Verk
- En resa till Sveaborg under dess senaste bombardemang (1906)[3]
- Syndabarn (1916)